# Scopula nivearia
Scopula nivearia är en fjärilsart som beskrevs av John Henry Leech 1897. Scopula nivearia ingår i släktet Scopula och familjen mätare. Inga underarter finns listade.